# Vimeuse
La Vimeuse est une petite rivière, affluent droit de la Bresle, dont le cours est situé dans le Vimeu, à l'ouest du département de la Somme, dans la région Hauts-de-France.

## Géographie
Longue de 17 km et d'une largeur moyenne de deux mètres, la Vimeuse prend sa source près de Martainneville à 94 mètres d'altitude,. 

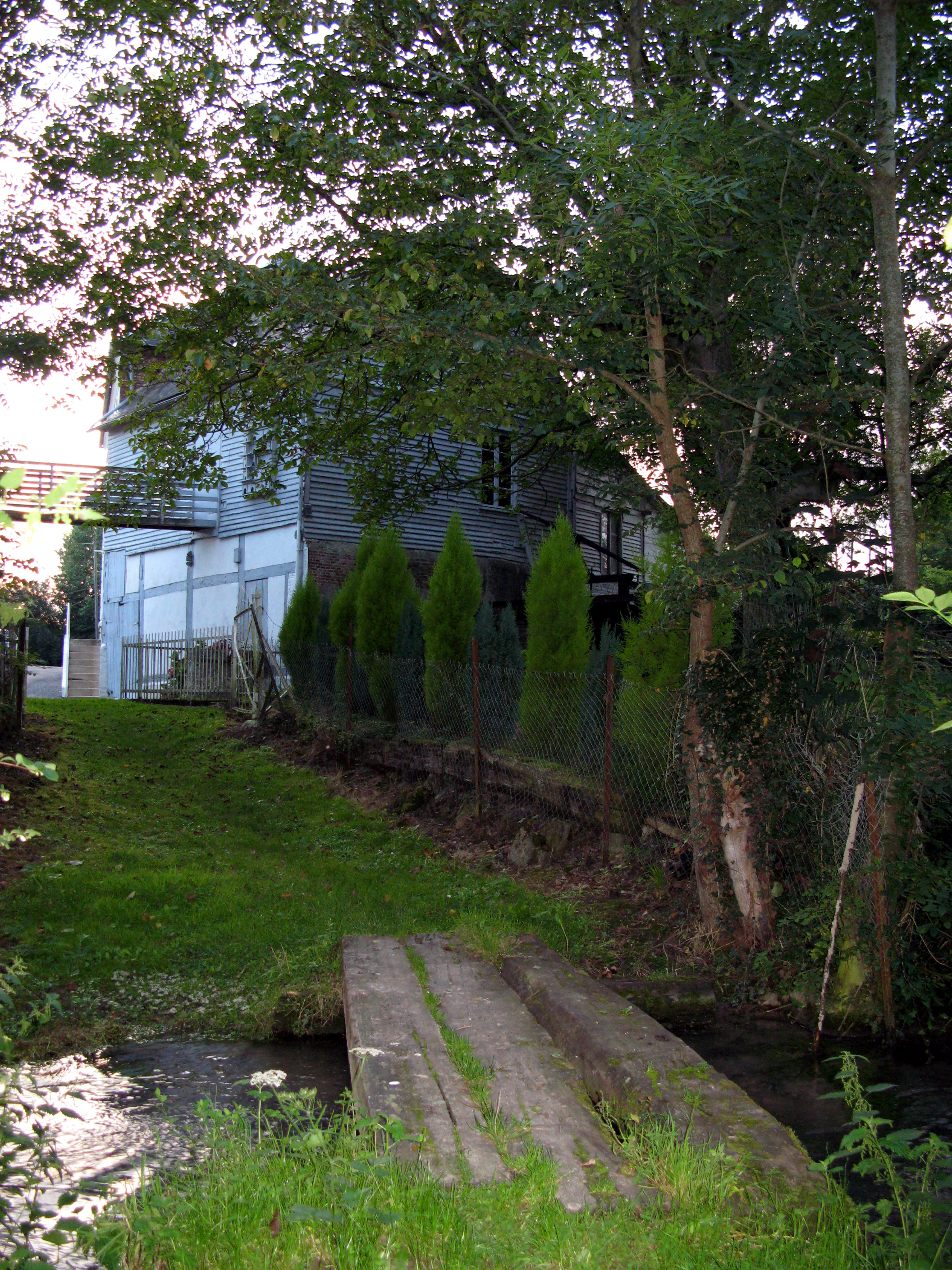
Le Moulin de Visse à Maisnières.

Elle poursuit son cours, selon un pente moyenne de 4,4 ‰, avant de se jeter dans la Bresle en aval de Gamaches, à 27 mètres d'altitude,.
La Vimeuse, étant dans le département de la Somme, dépend de l'Agence de l'eau Artois-Picardie. Alors que son collecteur, le fleuve côtier la Bresle dépend de l'Agence de l'eau Seine-Normandie.

## Hydronymie
Le nom de la rivière est attesté sous les formesVimina (696) ; Vinlena-Vinglena (843) ; Vima (1184) ; Aqua de Merdenchon (1225) ; Visma (1577) ou encore La Vismes (1777).

Du gaulois Vimina, basé sur un radical minio- / meno- « doux », qualificatif souvent attribué aux rivières.

### Communes et canton traversés
Dans le seul département de la Somme, la Vimeuse traverse les six communes suivantes, de l'amont vers l'aval, de Martainneville (source), Vismes-au-Val, Frettemeule, Maisnières-en-Vimeu, Tilloy-Floriville, Gamaches (confluence).
Soit en termes de cantons, la Vimeuse prend sa source dans le canton de Gamaches et conflue avec la Bresle dans ce même canton, dans l'arrondissement d'Abbeville, dans l'intercommunalité communauté de communes interrégionale Aumale - Blangy-sur-Bresle et communauté de communes des Villes Sœurs.

### Bassin versant
La Vimeuse traverse une seule zone hydrographique « La Vimeuse de sa source au confluent de la Bresle (exclu) » (G016) de 105 km2 de superficie . Ce bassin versant est constitué à 91,87 % de « territoires agricoles », à 5,87 % de « territoires artificialisés », à 2,34 % de « forêts et milieux semi-naturels ».
Les cours d'eau voisins sont la Somme et la Trie au nord, la Somme au nord-est, l'Airaines à l'est, la Bresle au sud-est, sud, sud-ouest et ouest, la Manche au nord-ouest.

### Organisme gestionnaire
L’« Institution interdépartementale Oise, Seine-Maritime et Somme, pour la gestion et la valorisation de la Bresle », dont le siège est sis à Aumale, est chargée de coordonner actions et projets concernant le fleuve côtier la Bresle et ses affluents. Par arrêté du 19 avril 2007, elle est devenue un Établissement public territorial de bassin (EPTB), organisme reconnu officiellement dans le domaine de la gestion de la ressource "eau" sur le bassin versant et a pour mission principale l’établissement d’un Schéma d’aménagement et de gestion des eaux (SAGE). L'EPTB a signé un Contrat d’objectifs de gestion de l’eau (COGE), le 20 mai 2008, qui fixe son programme d'actions à finalité environnementale (protection des eaux contre toutes les formes de pollution) et lui permet de bénéficier de subventions du conseil général.

## Affluent
La Vimeuse n'a pas d'affluent référencé.

### Rang de Strahler
Donc le rang de Strahler de la Vimeuse est de un.

## Hydrologie
Son débit est faible, estimé à 0,3 m3/s à Gamaches, en raison d'un bassin versant de superficie réduite (94 km2 ou de 105 km2 selon le SANDRE). La vallée, à l'exception des milieux urbanisés, est occupée par des prairies pâturées. Son cours, perturbé par 17 barrages, pour la plupart infranchissables, victime d'une forte sédimentation, n'est guère favorable au développement de l'ichtyofaune.
Son régime hydrologique est dit pluvial océanique.

## Aménagements et écologie

### Moulins
La Vimeuse a compté dans le passé près d'une dizaine de moulins. La majorité de ces derniers était destinée à broyer des céréales, mais il existait également un moulin à ciment et un moulin à tourner le bois sur le territoire de la commune de Gamaches. Seul le moulin de Visse, moulin à blé édifié en 1881 et sis à Maisnières, a été préservé ; son remarquable état de conservation lui a valu d'être déclaré édifice protégé au titre des monuments historiques en 1990.